# 孔特维尔 (瓦兹省)
孔特维尔（法語：Conteville，法語發音：[kɔ̃tvil] ⓘ）是法国瓦兹省的一个市镇，属于博韦区。

## 地理
孔特维尔（49°39'3"N, 2°2'57"E）面积3.62 平方千米，位于法国上法蘭西大區瓦兹省，该省份为法国北部内陆省份，北起索姆省，西接厄尔省和滨海塞纳省，南至塞纳-马恩省和瓦兹河谷省，东临埃纳省。
与孔特维尔接壤的市镇（或旧市镇、城区）包括：绍克斯莱贝纳尔、勒阿梅勒、埃托梅尼勒、勒梅尼勒孔特维尔。

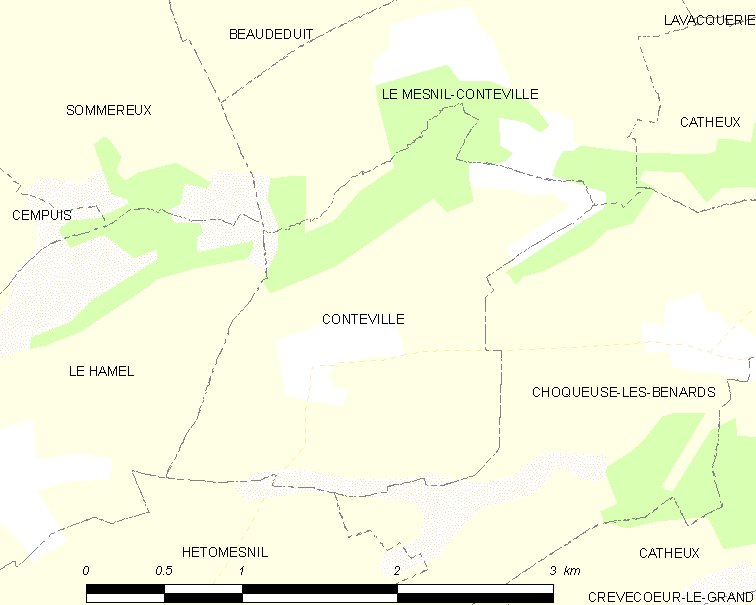
的OSM定位图

孔特维尔的时区为UTC+01:00、UTC+02:00（夏令时）。

## 行政
孔特维尔的邮政编码为60360，INSEE市镇编码为60161。

## 政治
孔特维尔所属的省级选区为圣瑞斯特昂绍塞县。

## 人口

1962-2008年间人口变化图示

孔特维尔于2022年1月1日时的人口数量为71人。